# Égide Norbert Cornelissen
Égide Norbert Cornelissen (Rochefort, 30 de octubre de 1769-Bruselas, 30 de abril de 1849) fue un importante botánico y especialista en fósiles del siglo XIX.

## Obra
- 1837. Discours sur l'état ancien et moderne de l'agriculture et de la botanique, dans les Pays-Bas. Con Charles Van Hulthem, Auguste Voisin. Editor Vanderhaeghen, 76 pp.
- 1835. An accurate and description account of ten pieces of sculpture in wood, chef-d'oeuvre of Peter Vandermeulen. Con W. D. Sevestre. Editor F. & E. Gyselynck, 19 pp.
- 1835. Quelques souvenirs autour d'un tombeau: notice consacrée à rappeler la mémoire et les services sur J.H. Mussche, Jardinier-en-Chef du jardin de l'Université de Gand. Con J.H. Mussche. 26 pp.
- 1826. Rapport fait à la société royale d'agriculture et de botanique de Gand: dans sa séance solennelle et publique du 29 juin 1826. Con Jean-Baptiste Delbecq. Editor De Goesin-Verhaeghe, 19 pp.